# Škoda 440

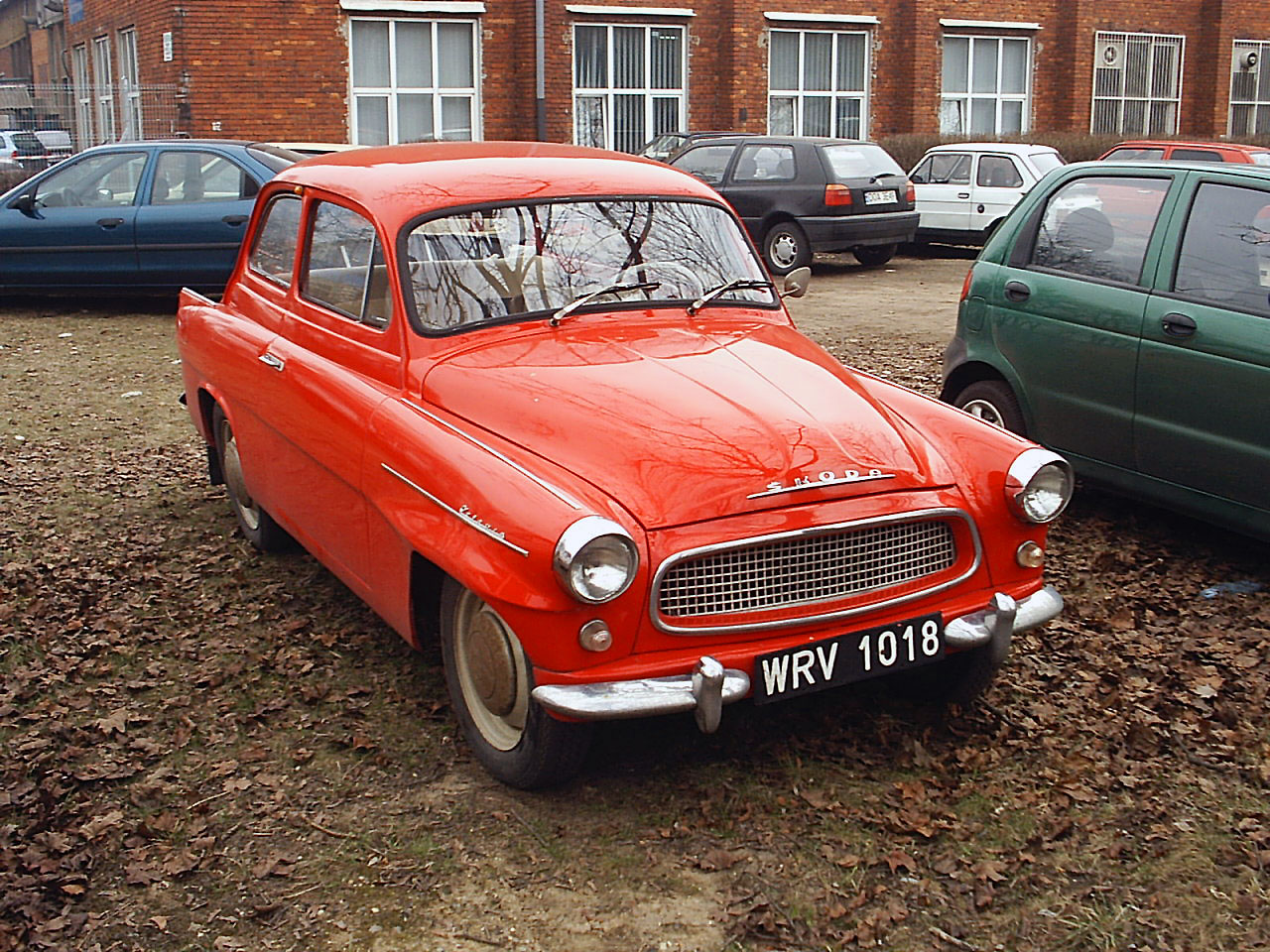
Octavia mit dem ab 1963 verwendeten Grill

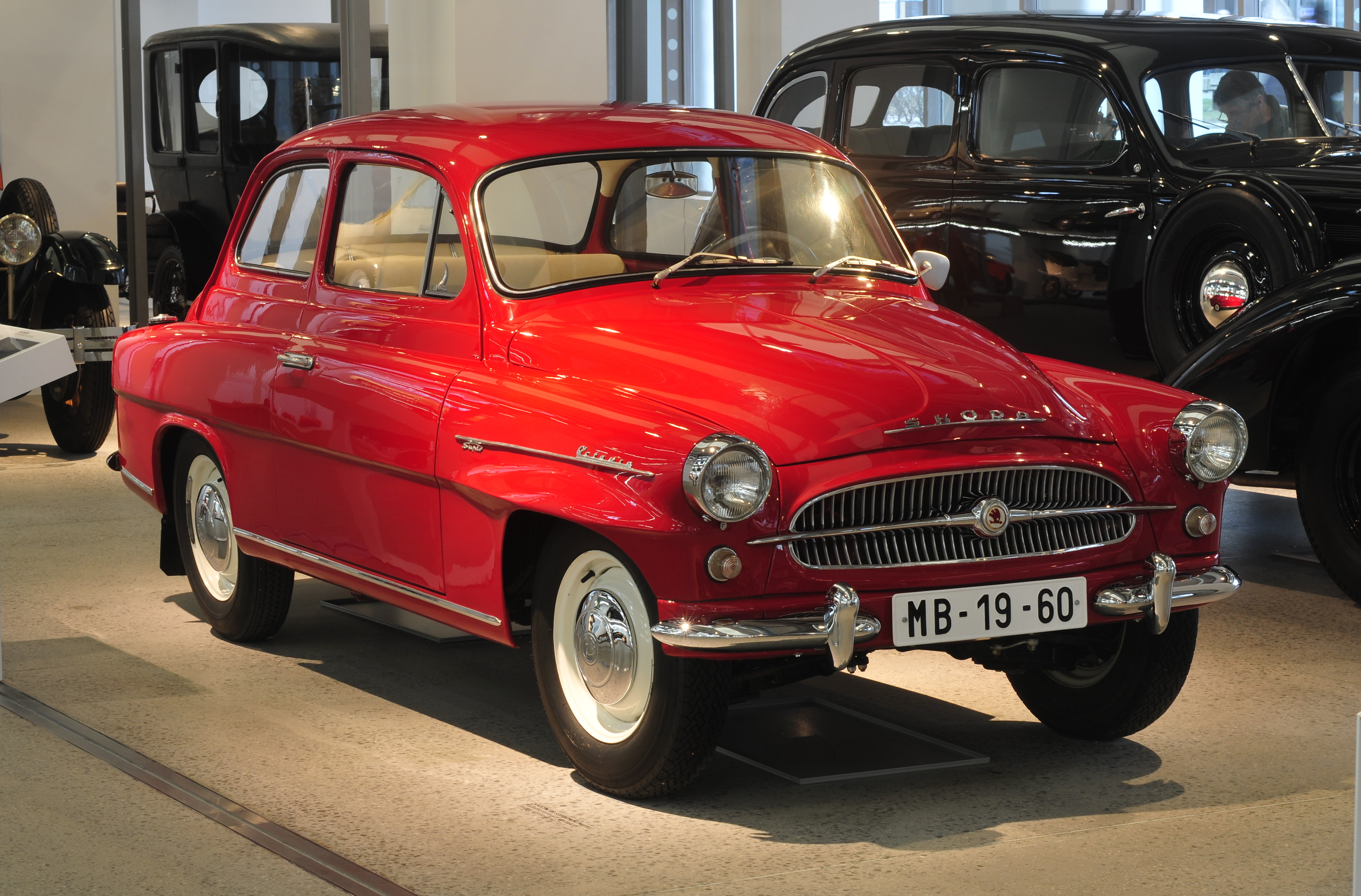
Octavia Super

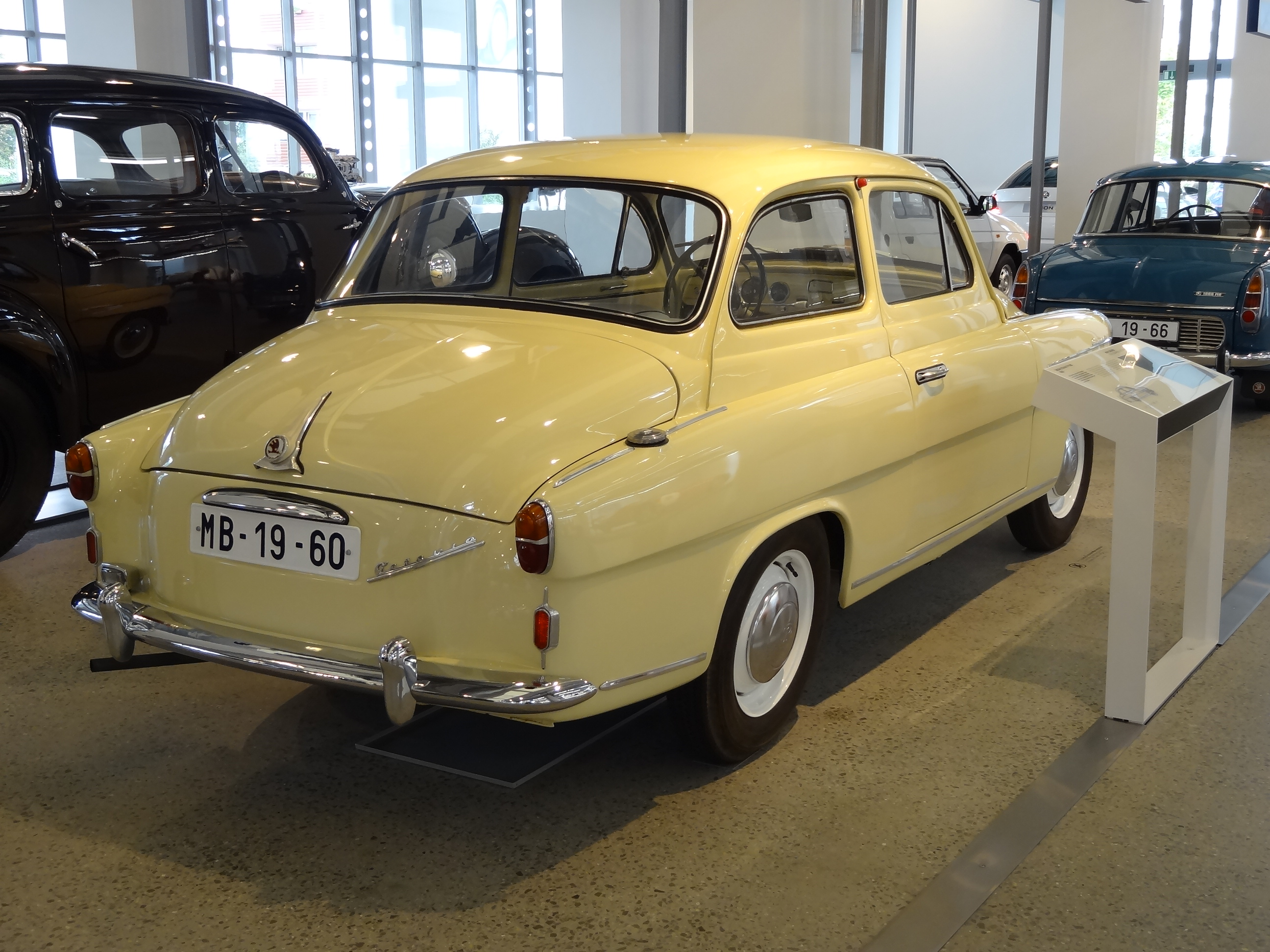
Heckansicht Limousine mit kleinen Heckflossen

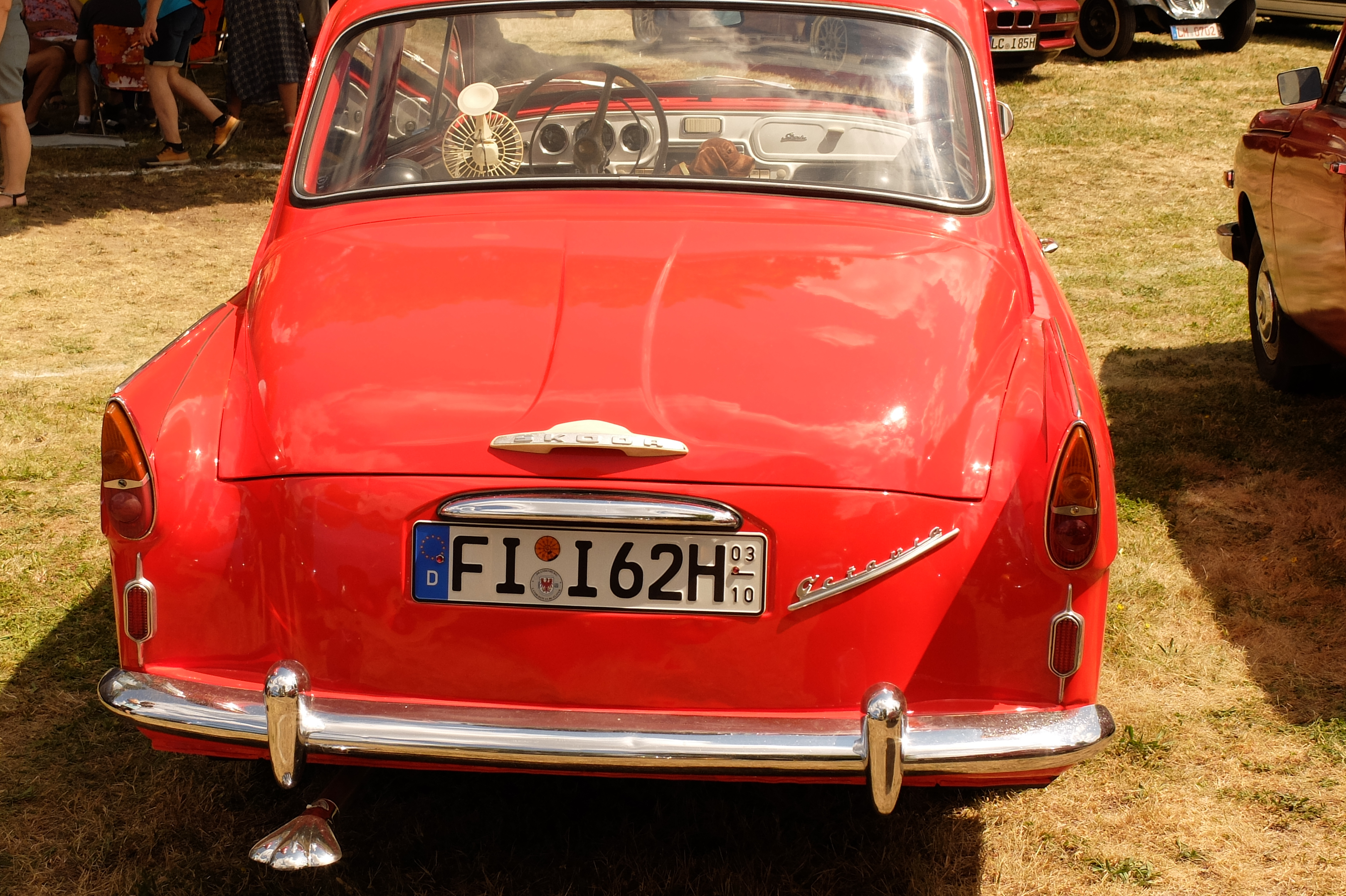
Heckansicht Limousine mit vergrößerten Heckflossen

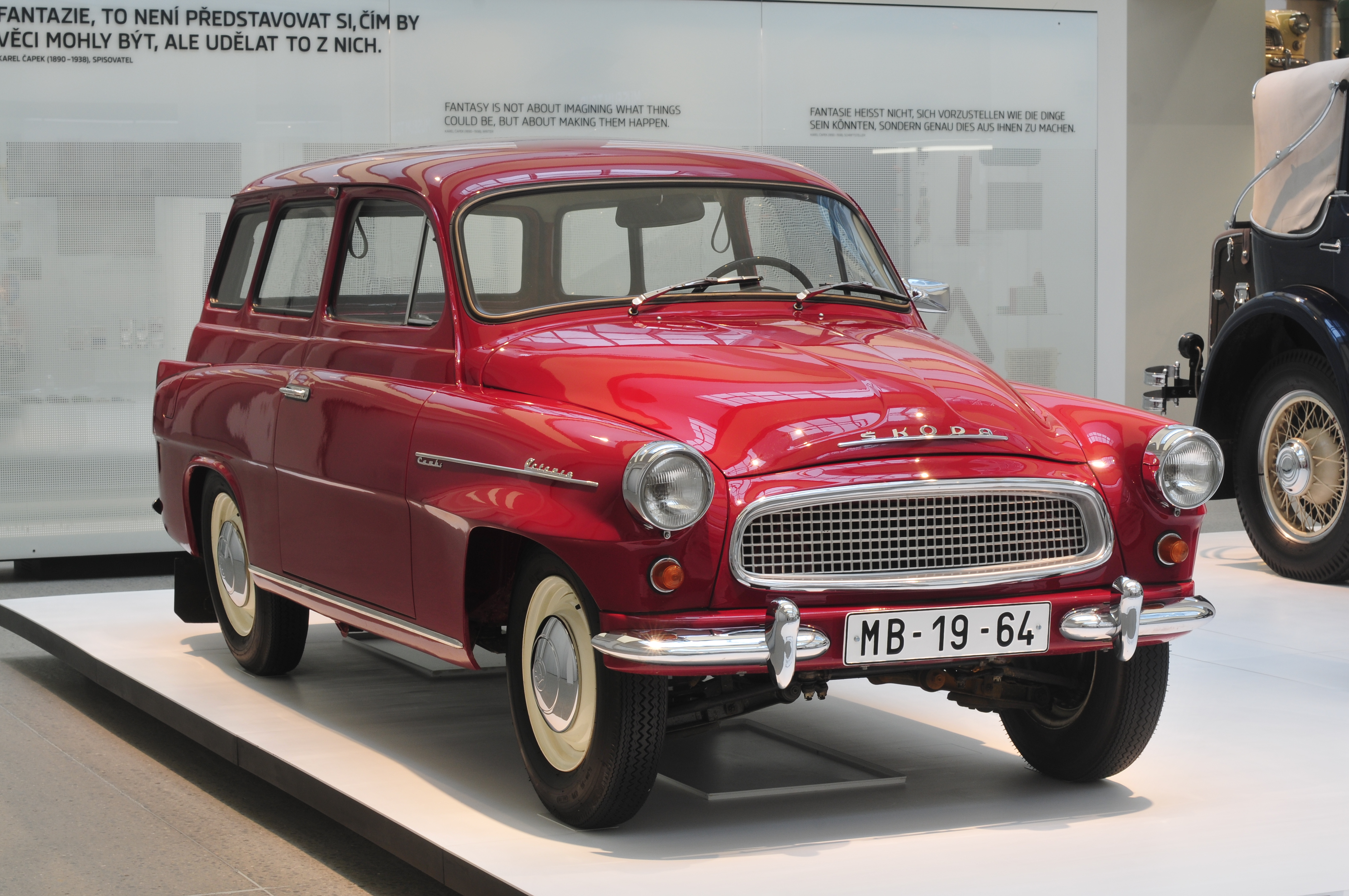
Octavia Combi im Škoda Muzeum

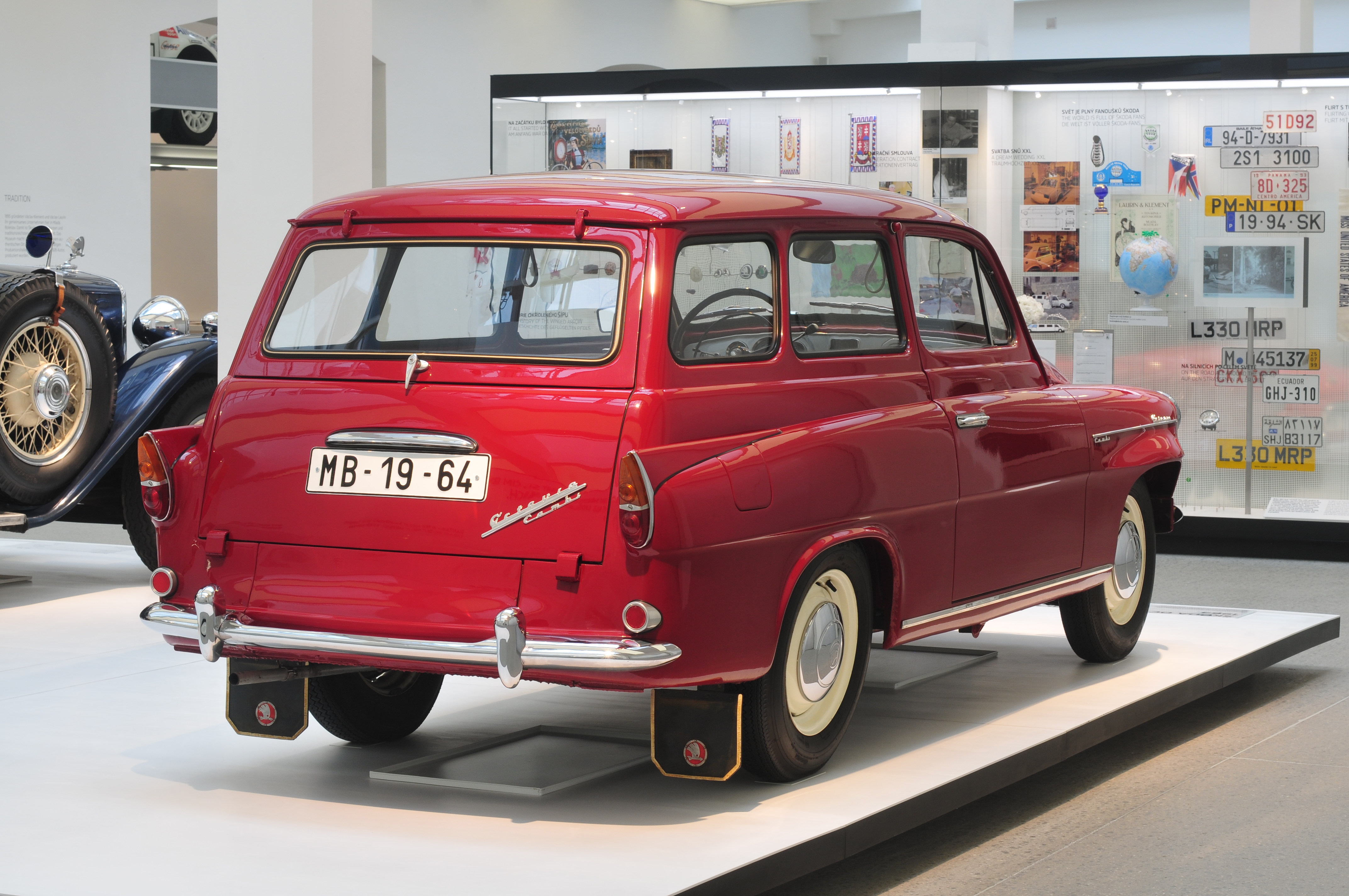
Heckansicht Octavia Combi

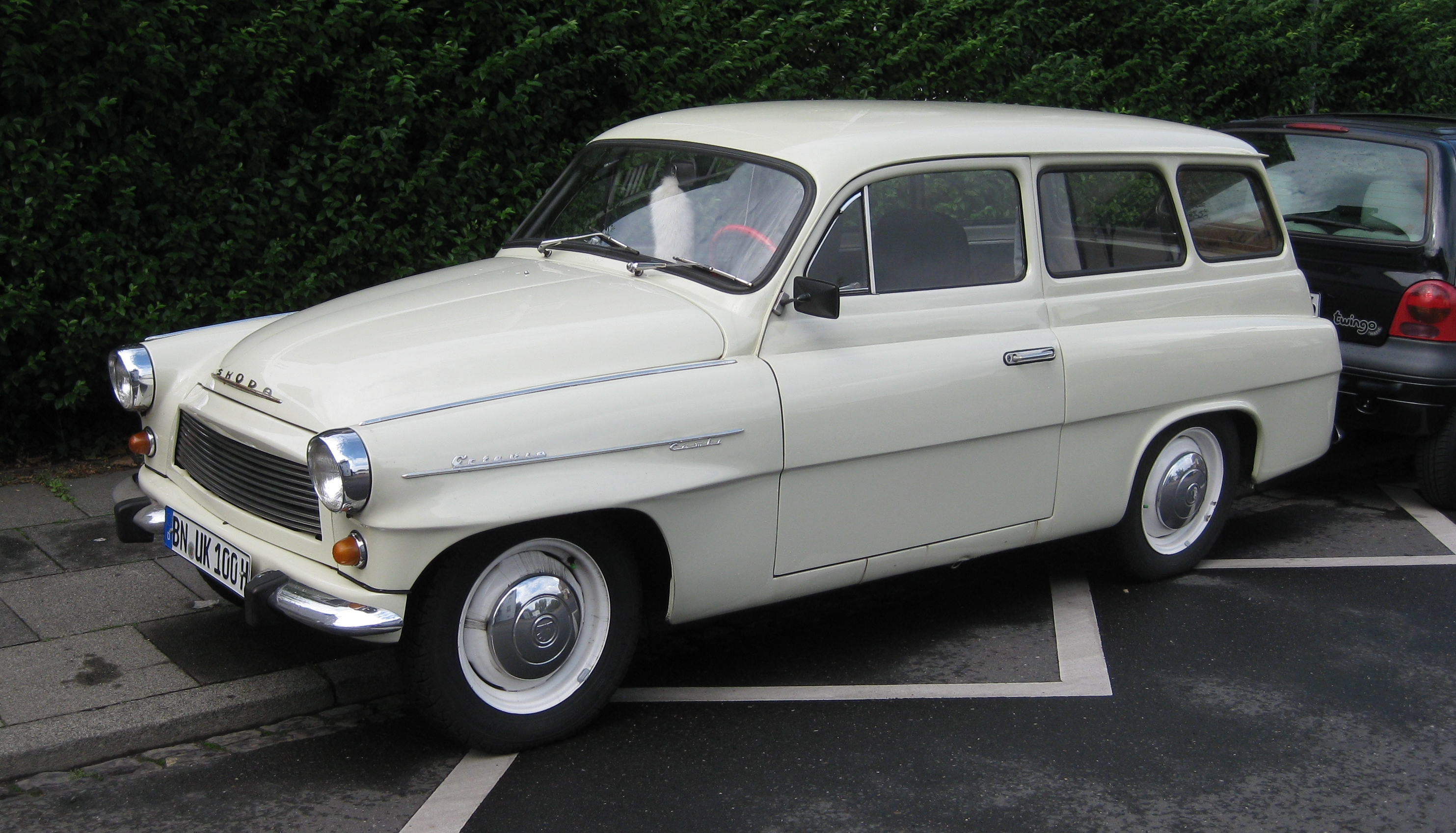
Octavia Combi, Ende 1960er/Anfang 1970er Jahre: geglättete Linien

Der Škoda 440 (in der Volkssprache auch Spartak genannt) und Škoda Octavia (ab 1959) war ein von 1955 bis 1971 hergestelltes Automobil des tschechoslowakischen Automobilherstellers AZNP (Škoda), das teilweise im Hauptwerk Mladá Boleslav produziert wurde.

## Modellgeschichte
In den 1950er und 1960er Jahren fertigte der Pkw-Hersteller AZNP eine Reihe von Fahrzeugen, die anfangs Nummern, später Namen trugen. Diese hatten noch das konventionelle Antriebsprinzip Frontmotor mit Hinterradantrieb. Die Fahrzeuge wurden von Anfang an als Zwischentypen angesehen, die die Zeit zur Entwicklung eines tschechoslowakischen Volkskraftwagens überbrücken sollten. Schon 1955 war von weiteren vier bis fünf Jahren die Rede, bis man ein geeignetes Volksauto-Baumuster fertig hätte. Die mit vielen Wendungen verbundenen Entwicklungsarbeiten mündeten schließlich im Škoda 1000 MB – einem leichten vollwertigen Volksauto mit Heckmotor, das 1964 in Produktion ging und die bisherigen Škoda-Modelle ablöste. Lediglich die alten Kombimodelle 1202 und Octavia Kombi wurden parallel bis 1971 weitergebaut. Auch wenn der Zwischentyp aufgrund seines Preises und seiner Stückzahl kein echter „Volkswagen“ wurde – seine Formschönheit und Solidität machten ihn allgemein beliebt.
Nach der Vorstellung im Januar 1955 auf dem Automobilsalon in Brüssel (mit dem Namen Orlik) begann die Produktion dieses sogenannten Zwischentyps im Herbst 1955 als Škoda 440 (4 Zylinder, 40 PS), der in der Bevölkerung auch mit dem ursprünglichen Projektnamen Spartak bezeichnet wurde. Dieser Wagen kann als Nachfolger des 1101/1102 „Tudor“ gesehen werden; viele Teile dieses Fahrzeugs wurden einfach übernommen, was ihm wegen der geänderten Karosserie aber kaum anzusehen ist. Bis 1959 wurden von diesem Modell mit einem Hubraum von 1089 cm³ 75.417 Einheiten produziert.
1957 wurde die Produktlinie durch den Škoda 445 erweitert, der den stärkeren Motor des Škoda 1200 mit 1221 cm³ Hubraum und 45 PS erhielt (9375 gebaute Einheiten bis 1959). Daneben wurde mit dem Škoda 450 eine Cabriovariante eingeführt, bei dem der 1089-cm³-Motor mit einem Doppelfallstrom-Vergaser versehen wurde, der 50 PS erreichte (1000 Einheiten bis 1959). 1959 erfolgte ein Facelift und die Modelle wurden wegen des Fünfjahresplans umbenannt: Škoda Octavia (statt 440), weil er die achte Generation Škoda-Automobile verkörperte, Škoda Octavia Super (statt 445) und Škoda Felicia (anstatt 450). Das Äußere änderte sich nur wenig; es war vorgeschrieben, dass 80 % der Teile vom Vorgänger übernommen werden mussten. Dabei kümmerte sich die Entwicklung größtenteils nur um die Technik. So wurden die Art der Federung und einige Zierleisten geändert. 1960 kamen zwei Touring-Sport-Modelle mit den Motoren der beiden Škoda Felicia hinzu. 1961 wurden weitere veränderte Motoren eingesetzt und die internen Typbezeichnungen teilweise geändert. 1963 wurde die Fahrgastraum-Gestaltung des Octavia geändert (unter anderem Einzelsitze vorn statt einer Sitzbank), äußerlich fiel der geänderte, feinmaschige Grill auf. Von Octavia und Felicia wurden 298.480 Einheiten produziert, davon 14.863 Felicia und 54.086 Octavia Kombi.
1964 wurde die Stufenheckversion (Octavia) durch den heckmotorgetriebenen Škoda 1000 MB ersetzt. Für das Cabrio Felicia gab es keinen Nachfolger, auch der Octavia Combi sollte für lange Zeit der letzte Kombi von Škoda gewesen sein. Dessen Produktion lief 1971 endgültig aus.
Im Jahr 1994 wurde der Name Felicia für den Kleinwagen Škoda Felicia wieder aufgegriffen. Ebenso fand der Name Octavia wieder Verwendung für den neuen Škoda Octavia.
Die verschiedenen Modelle waren Exportschlager. Sie wurden bis nach Südamerika oder Neuseeland verkauft. In die DDR gelangten 6000 440/445, 500 Felicia und mehr als 70.000 Octavia (Statistik bis 1969).

## Technik
Die Fahrzeuge besitzen einen Viertakt-OHV-Frontmotor mit vier Zylindern. Die Kraft wird mit Hilfe eines teilsynchronisierten 4-Gang-Getriebes (2.–4. Gang synchronisiert) durch eine Kardanwelle im Zentralrohrrahmen auf die Hinterachse übertragen.
Die 12-Volt-Elektrik wird von einer Gleichstrom-Lichtmaschine mit Energie versorgt.
Die Wirkung des Motorkühlers lässt sich durch eine Jalousie vom Wageninnern aus regulieren.

## Modellversionen

### Škoda 440 (1955–1959)
Der Škoda 440 (Typ 970) wurde in den Jahren 1955–1959 als zweitürige Limousine gebaut. Es wurden 84.792 Stück produziert.
Technische Daten:
- Zylinder: 4
- Hubraum: 1089 cm³
- Leistung: 29,4 kW (40 PS)
- Höchstgeschwindigkeit: 110 km/h
- Abmessungen (L×B×H): 4065 mm × 1600 mm × 1430 mm

### Škoda 445 (1957–1959)
Der Škoda 445 (Typ 983) wurde mit stärkerem Motor von 1957 bis 1959 gebaut.
Technische Daten:
- Zylinder: 4
- Hubraum: 1221 cm³
- Leistung: 33 kW (45 PS)
- Abmessungen (L×B×H): 4065 mm × 1600 mm × 1430 mm

### Škoda Octavia (1959–1964)
Der Škoda Octavia (Typ 985, 1959–1961; Typ 702, 1961–1964) – Nachfolger des Škoda 440 „Spartak“ – wurde von 1959 bis 1964 gebaut.
Die Blattfeder der Vorderachse wurde durch Dreiecksquerlenker und Schraubenfedern ersetzt. Des Weiteren wurden die Kühlermaske und das Instrumentenbrett verändert. Die Kupplung und die Gelenkwelle wurden vom Škoda 450 übernommen. Zudem gab es größere Rücklichter in auf den hinteren Kotflügeln montierten Aufsätzen und einen im rechten hinteren Kotflügel seitlich angeordneten Kraftstoffstutzen. Der Octavia war mit dem 1089-cm³-Motor des Škoda 440 ausgestattet, wobei ab 1961 die Kompression auf 7,5 erhöht wurde und die Leistung auf 42 PS stieg.
Technische Daten:
- Zylinder: 4
- Hubraum: 1089 cm³
- Leistung: 29,4 kW (40 PS), ab 1961 30,9 kW (42 PS)
- Höchstgeschwindigkeit: 110 km/h, ab 1961 115 km/h
- Abmessungen (L×B×H): 4065 mm × 1600 mm × 1430 mm

### Škoda Octavia Super (1959–1964)
Der Škoda Octavia Super (Typ 993, 1959–1961; Typ 703, 1961–1964) – Nachfolger des Škoda 445 – wurde von 1959 bis 1964 gebaut.
Technische Daten:
- Zylinder: 4
- Hubraum: 1221 cm³
- Leistung: 33 kW (45 PS), ab 1961 34,6 kW (47 PS)
- Höchstgeschwindigkeit: 115 km/h, ab 1961 118 km/h
- Abmessungen (L×B×H): 4065 mm × 1600 mm × 1430 mm

### Škoda Octavia TS (1960–1964)
Der Škoda Octavia TS (Touring Sport) (Typ 995) ergänzte mit stärkerem Motor von 1960 an die Produktpalette.
- Zylinder: 4
- Hubraum: 1089 cm³
- Leistung: 36,8 kW (50 PS)
- Höchstgeschwindigkeit: 128 km/h
- Abmessungen (L×B×H): 4065 mm × 1600 mm × 1430 mm

### Škoda Octavia 1200 TS (1960–1964)
Der Škoda Octavia 1200 TS (Touring Sport) (Typ 999) mit nochmals stärkerem Motor, kam ebenfalls 1960 hinzu.
Technische Daten:
- Zylinder: 4
- Hubraum: 1221 cm³
- Leistung: 40,4 kW (55 PS)
- Höchstgeschwindigkeit: 130 km/h
- Abmessungen (L×B×H): 4065 mm × 1600 mm × 1430 mm

### Škoda Octavia Combi (1961–1971)
Der Škoda Octavia Combi wurde in drei Generationen gebaut. Typ 993C nur 1961, Typ 703C 1961–1969, Typ 704 1969–1971.
Technische Daten:
- Zylinder: 4
- Hubraum: 1221 cm³
- Leistung: 34,6 kW (47 PS), ab 1969 37,5 kW (51 PS)
- Höchstgeschwindigkeit: 115 km/h
- Abmessungen (L×B×H): 4065 mm × 1600 mm × 1430 mm